# 1972年イギリスグランプリ
1972年イギリスグランプリ (1972ねんイギリスグランプリ、英: 1972 British Grand Prix) は、1972年のF1世界選手権第7戦として、1972年7月15日にブランズ・ハッチで開催された。
29回目の「ヨーロッパグランプリ」の冠がかけられたレースは、ロータス・72Dを駆るブラジル人ドライバーのエマーソン・フィッティパルディが優勝した。

## エントリー
本レースで2つのコンストラクターが新たに参戦を開始する。1969年のF1参戦開始以来ブラバム、デ・トマソ、マーチを走らせていたプライベートチームのウィリアムズが初めてオリジナルF1マシンを制作した。マシン名はスポンサーのポリトイを尊重して「ポリトイ・FX3」と名付けられ、アンリ・ペスカロロが走らせる。元サーティースの若手エンジニアであったピーター・コンニューが制作したオーソドックスな「コンニュー・PC1」をフランソワ・ミゴールに託す。
BRMはP180の失敗以来技術的に行き詰まり、従来の非力なP160Bを主力とせざるを得なかった。チームはより少ないマシンに力を集中するため、参加台数をそれまでの5台から3台に減らすことにした。これに伴いハウデン・ガンレイを一時的にメンバーから外し、ヘルムート・マルコが前戦フランスGPのアクシデントで目を負傷し、手術後に視力が回復する見込みがあるとの報告があったため、レイネ・ウィセルが外された。P160Bのノーズを改良したP160Cをジャン＝ピエール・ベルトワーズに与え、残る2台のP160Bをピーター・ゲシンとマルコに代わってスポット参戦するジャッキー・オリバーに与えた。
クレイ・レガツォーニがサッカーでの負傷から回復せず、マリオ・アンドレッティがアメリカのレースに参加していたため、フェラーリはスポーツカードライバーのアルトゥーロ・メルツァリオを起用した。前戦フランスGPでレガツォーニの代走を務めたナンニ・ギャリはテクノに復帰した。
ティレルは新車005をジャッキー・スチュワートに託し、フランソワ・セベールは002のみを走らせる。
クリス・エイモンは前戦フランスGPで好走した新車MS120Dを壊してしまい、古いMS120Cに戻らざるを得なかった。

### エントリーリスト
| チーム                                             | No. | ドライバー                     | コンストラクター | シャシー | エンジン                         | タイヤ |
| -------------------------------------------------- | --- | ------------------------------ | ---------------- | -------- | -------------------------------- | ------ |
| エルフ・チーム・ティレル                           | 1   | ジャッキー・スチュワート       | ティレル         | 003 1    | フォード・コスワース DFV 3.0L V8 | G      |
| エルフ・チーム・ティレル                           | 2   | フランソワ・セベール           | ティレル         | 002      | フォード・コスワース DFV 3.0L V8 |        |
| STP・マーチ・レーシングチーム                      | 3   | ロニー・ピーターソン           | マーチ           | 721G     | フォード・コスワース DFV 3.0L V8 | G      |
| STP・マーチ・レーシングチーム                      | 4   | ニキ・ラウダ                   | マーチ           | 721G     | フォード・コスワース DFV 3.0L V8 |        |
| スクーデリア・フェラーリ SpA SEFAC                 | 5   | ジャッキー・イクス             | フェラーリ       | 312B2    | フェラーリ 001/1 3.0L F12        | F      |
| スクーデリア・フェラーリ SpA SEFAC                 | 6   | アルトゥーロ・メルツァリオ     | フェラーリ       | 312B2    | フェラーリ 001/1 3.0L F12        |        |
| スクーデリア・フェラーリ SpA SEFAC                 | 7   | マリオ・アンドレッティ 2       | フェラーリ       | 312B2    | フェラーリ 001/1 3.0L F12        |        |
| ジョン・プレイヤー・チーム・ロータス               | 8   | エマーソン・フィッティパルディ | ロータス         | 72D      | フォード・コスワース DFV 3.0L V8 | F      |
| ジョン・プレイヤー・チーム・ロータス               | 9   | デビッド・ウォーカー           | ロータス         | 72D      | フォード・コスワース DFV 3.0L V8 |        |
| ジョン・プレイヤー・チーム・ロータス               | 10  | トニー・トリマー 3             | ロータス         | 72D      | フォード・コスワース DFV 3.0L V8 |        |
| マールボロ・BRM                                    | 11  | ジャン＝ピエール・ベルトワーズ | BRM              | P160C    | BRM P142 3.0L V12                | F      |
| マールボロ・BRM                                    | 12  | ピーター・ゲシン               | BRM              | P160B    | BRM P142 3.0L V12                |        |
| マールボロ・BRM                                    | 14  | ジャッキー・オリバー           | BRM              | P160B    | BRM P142 3.0L V12                |        |
| マールボロ・BRM                                    | 15  | レイネ・ウィセル 4             | BRM              | P160B    | BRM P142 3.0L V12                |        |
| オーストリア・マールボロ・BRM                      | 16  | ヘルムート・マルコ 5           | BRM              | P160B    | BRM P142 3.0L V12                |        |
| エキップ・マトラ・スポール                         | 17  | クリス・エイモン               | マトラ           | MS120C   | マトラ MS72 3.0L V12             | G      |
| ヤードレー・チーム・マクラーレン                   | 18  | デニス・ハルム                 | マクラーレン     | M19C     | フォード・コスワース DFV 3.0L V8 | G      |
| ヤードレー・チーム・マクラーレン                   | 19  | ピーター・レブソン             | マクラーレン     | M19A     | フォード・コスワース DFV 3.0L V8 |        |
| ヤードレー・チーム・マクラーレン                   | 20  | ブライアン・レッドマン 6       | マクラーレン     | M19A     | フォード・コスワース DFV 3.0L V8 |        |
| ブルックボンド・オクソ・チーム・サーティース       | 21  | マイク・ヘイルウッド           | サーティース     | TS9B     | フォード・コスワース DFV 3.0L V8 | F      |
| フレームアウト・チーム・サーティース               | 22  | ティム・シェンケン             | サーティース     | TS9B     | フォード・コスワース DFV 3.0L V8 |        |
| チェラミカ・パニョッシン・チーム・サーティース     | 23  | アンドレア・デ・アダミッチ     | サーティース     | TS9B     | フォード・コスワース DFV 3.0L V8 |        |
| チーム・ウィリアムズ・モチュール                   | 24  | アンリ・ペスカロロ             | ポリトイ         | FX3      | フォード・コスワース DFV 3.0L V8 | G      |
| チーム・ウィリアムズ・モチュール                   | 25  | カルロス・パーチェ             | マーチ           | 711      | フォード・コスワース DFV 3.0L V8 |        |
| モーターレーシング・ディベロップメンツ・リミテッド | 26  | グラハム・ヒル                 | ブラバム         | BT37     | フォード・コスワース DFV 3.0L V8 | G      |
| モーターレーシング・ディベロップメンツ・リミテッド | 27  | カルロス・ロイテマン           | ブラバム         | BT37     | フォード・コスワース DFV 3.0L V8 |        |
| モーターレーシング・ディベロップメンツ・リミテッド | 28  | ウィルソン・フィッティパルディ | ブラバム         | BT34     | フォード・コスワース DFV 3.0L V8 |        |
| スクリバンテ・ラッキーストライク・レーシング       | 29  | デイヴ・チャールトン           | ロータス         | 72D      | フォード・コスワース DFV 3.0L V8 | F      |
| マルティーニ・レーシングチーム                     | 30  | ナンニ・ギャリ                 | テクノ           | PA123/3  | テクノ シリーズP 3.0L F12        | F      |
| クラーク＝モーダウント＝ガスリー・レーシング       | 31  | マイク・ボイトラー             | マーチ           | 721G     | フォード・コスワース DFV 3.0L V8 | F      |
| スピード・インターナショナル                       | 32  | レイ・アレン 6                 | マーチ           | 711      | フォード・コスワース DFV 3.0L V8 | G      |
| チーム・アイフェラント・キャラバンズ               | 33  | ロルフ・シュトメレン           | アイフェラント   | E21      | フォード・コスワース DFV 3.0L V8 | G      |
| ダーンヴァル・コンニュー・レーシングチーム         | 34  | フランソワ・ミゴール           | コンニュー       | PC1      | フォード・コスワース DFV 3.0L V8 | F      |
| ソース:                                            |     |                                |                  |          |                                  |        |

追記
- ^1 - スチュワートはティレル・005でエントリーされていたが、予選で005を壊したため、決勝は003を使用した[4]
- ^2 - アンドレッティは他のレースに出場するため不参加[6]
- ^3 - トリマーは練習走行で使用するエンジンを壊したため撤退[4]
- ^4 - ウィセルはエントリーのみ[6]
- ^5 - マルコは前戦フランスGPで目を負傷したため欠場[6]
- ^6 - マシンが準備できず欠場[9]

## 予選
ジャッキー・イクスがエマーソン・フィッティパルディに0.4秒差で今季2回目のポールポジションを獲得した。ピーター・レブソンはジャッキー・スチュワートを退け3番手となり、ティム・シェンケンはサーティースを5番手に導き、ジャン＝ピエール・ベルトワーズと3列目に並んだ。以下、マイク・ヘイルウッド、ロニー・ピーターソン、アルトゥーロ・メルツァリオ、カルロス・ロイテマンがトップ10に入った。
初めてポリトイを走らせるアンリ・ペスカロロは26番手、コンニューのフランソワ・ミゴールは最下位と後方に沈んだ。

### 予選結果
| 順位    | No. | ドライバー                     | コンストラクター        | タイム | 差   | グリッド |
| ------- | --- | ------------------------------ | ----------------------- | ------ | ---- | -------- |
| 1       | 5   | ジャッキー・イクス             | フェラーリ              | 1:22.2 | -    | 1        |
| 2       | 8   | エマーソン・フィッティパルディ | ロータス-フォード       | 1:22.6 | +0.4 | 2        |
| 3       | 19  | ピーター・レブソン             | マクラーレン-フォード   | 1:22.7 | +0.5 | 3        |
| 4       | 1   | ジャッキー・スチュワート       | ティレル-フォード       | 1:22.9 | +0.7 | 4        |
| 5       | 22  | ティム・シェンケン             | サーティース-フォード   | 1:23.2 | +1.0 | 5        |
| 6       | 11  | ジャン＝ピエール・ベルトワーズ | BRM                     | 1:23.4 | +1.2 | 6        |
| 7       | 21  | マイク・ヘイルウッド           | サーティース-フォード   | 1:23.5 | +1.3 | 7        |
| 8       | 3   | ロニー・ピーターソン           | マーチ-フォード         | 1:23.7 | +1.5 | 8        |
| 9       | 6   | アルトゥーロ・メルツァリオ     | フェラーリ              | 1:23.7 | +1.5 | 9        |
| 10      | 27  | カルロス・ロイテマン           | ブラバム-フォード       | 1:23.8 | +1.6 | 10       |
| 11      | 18  | デニス・ハルム                 | マクラーレン-フォード   | 1:23.9 | +1.7 | 11       |
| 12      | 2   | フランソワ・セベール           | ティレル-フォード       | 1:23.9 | +1.7 | 12       |
| 13      | 25  | カルロス・パーチェ             | マーチ-フォード         | 1:24.0 | +1.8 | 13       |
| 14      | 14  | ジャッキー・オリバー           | BRM                     | 1:24.4 | +2.2 | 14       |
| 15      | 9   | デビッド・ウォーカー           | ロータス-フォード       | 1:24.4 | +2.2 | 15       |
| 16      | 12  | ピーター・ゲシン               | BRM                     | 1:24.5 | +2.3 | 16       |
| 17      | 17  | クリス・エイモン               | マトラ                  | 1:24.6 | +2.4 | 17       |
| 18      | 30  | ナンニ・ギャリ                 | テクノ                  | 1:25.1 | +2.9 | 18       |
| 19      | 4   | ニキ・ラウダ                   | マーチ-フォード         | 1:25.1 | +2.9 | 19       |
| 20      | 23  | アンドレア・デ・アダミッチ     | サーティース-フォード   | 1:25.2 | +3.0 | 20       |
| 21      | 26  | グラハム・ヒル                 | ブラバム-フォード       | 1:25.2 | +3.0 | 21       |
| 22      | 28  | ウィルソン・フィッティパルディ | ブラバム-フォード       | 1:25.5 | +3.3 | 22       |
| 23      | 31  | マイク・ボイトラー             | マーチ-フォード         | 1:25.6 | +3.4 | 23       |
| 24      | 29  | デイヴ・チャールトン           | ロータス-フォード       | 1:25.6 | +3.4 | 24       |
| 25      | 33  | ロルフ・シュトメレン           | アイフェラント-フォード | 1:26.3 | +4.1 | 25       |
| 26      | 24  | アンリ・ペスカロロ             | ポリトイ-フォード       | 1:27.4 | +5.2 | 26       |
| 27      | 34  | フランソワ・ミゴール           | コンニュー-フォード     | 1:30.3 | +8.1 | DNS 1    |
| ソース: |     |                                |                         |        |      |          |

追記
- ^1 - ミゴールは土曜日にリアサスペンションが壊れたため決勝に出走せず[4]

## 決勝
最後尾グリッドからスタートのフランソワ・ミゴールは、土曜日にコンニュー・PC1のリアサスペンションに亀裂が入ったことにより、決勝に出走できなくなった。
スタートでジャッキー・イクスがエマーソン・フィッティパルディをリードし、好スタートを切ったジャン＝ピエール・ベルトワーズが3位に順位を上げた。その後方にピーター・レブソン、ジャッキー・スチュワート、ティム・シェンケン、ロニー・ピーターソンが続いた。スチュワートは3周目にレブソンを、7周目にベルトワーズを抜いて3位に浮上した。アンリ・ペスカロロは8周目にディングル・デルでクラッシュし、ウィリアムズにとって初のオリジナルF1マシンであるポリトイ・FX3は大破した。ポリトイ・FX3は以後この年の選手権には参加しなかった。スチュワートは25周目にE.フィッティパルディも抜いて2位に浮上するが、E.フィッティパルディは36周目に2位の座を奪い返した。首位を独走するイクスだったが、49周目にオイル漏れがもとでマシンから青い煙が上がり、油圧が低下してリタイアに追い込まれた。これにより、E.フィッティパルディとスチュワートによる2位争いは優勝争いとなった。レブソンは3位に甘んじて走行した。このままレース終了まで上位3台の順位は変わらなかった。61周目にフランソワ・セベールがスピンオフによりクラッシュしたため、ピーターソンの4位は安泰かと思われたが、残り2周を切ったところでエンジンが故障し、止まっていたグラハム・ヒルとセベールのマシンに衝突してしまった。この結果、クリス・エイモンが4位、デニス・ハルムが5位、F1デビュー戦のアルトゥーロ・メルツァリオが6位に入賞した。
E.フィッティパルディは今季3勝目を挙げてドライバーズポイントを43点とし、スチュワートに16点、ハルムに22点まで差を広げ、初のドライバーズチャンピオン獲得に大きな一歩を踏み出した。コンストラクターズチャンピオン争いでもロータスがティレルとマクラーレンに対して差を広げて優位に立った。

### レース結果
| 順位    | No. | ドライバー                     | コンストラクター        | 周回数 | タイム/リタイア原因   | グリッド | ポイント |
| ------- | --- | ------------------------------ | ----------------------- | ------ | --------------------- | -------- | -------- |
| 1       | 8   | エマーソン・フィッティパルディ | ロータス-フォード       | 76     | 1:47:50.2             | 2        | 9        |
| 2       | 1   | ジャッキー・スチュワート       | ティレル-フォード       | 76     | +4.1                  | 4        | 6        |
| 3       | 19  | ピーター・レブソン             | マクラーレン-フォード   | 76     | +1:12.5               | 3        | 4        |
| 4       | 17  | クリス・エイモン               | マトラ                  | 75     | +1 Lap                | 17       | 3        |
| 5       | 18  | デニス・ハルム                 | マクラーレン-フォード   | 75     | +1 Lap                | 11       | 2        |
| 6       | 6   | アルトゥーロ・メルツァリオ     | フェラーリ              | 75     | +1 Lap                | 9        | 1        |
| 7       | 3   | ロニー・ピーターソン           | マーチ-フォード         | 74     | エンジン/アクシデント | 8        |          |
| 8       | 27  | カルロス・ロイテマン           | ブラバム-フォード       | 73     | +3 Laps               | 10       |          |
| 9       | 4   | ニキ・ラウダ                   | マーチ-フォード         | 73     | +3 Laps               | 19       |          |
| 10      | 33  | ロルフ・シュトメレン           | アイフェラント-フォード | 71     | +5 Laps               | 25       |          |
| 11      | 11  | ジャン＝ピエール・ベルトワーズ | BRM                     | 70     | +6 Laps               | 6        |          |
| 12      | 28  | ウィルソン・フィッティパルディ | ブラバム-フォード       | 69     | サスペンション        | 22       |          |
| 13      | 31  | マイク・ボイトラー             | マーチ-フォード         | 69     | +7 Laps               | 23       |          |
| Ret     | 22  | ティム・シェンケン             | サーティース-フォード   | 64     | サスペンション        | 5        |          |
| Ret     | 2   | フランソワ・セベール           | ティレル-フォード       | 60     | スピンオフ            | 12       |          |
| Ret     | 9   | デビッド・ウォーカー           | ロータス-フォード       | 59     | サスペンション        | 15       |          |
| Ret     | 5   | ジャッキー・イクス             | フェラーリ              | 49     | 油圧                  | 1        |          |
| Ret     | 26  | グラハム・ヒル                 | ブラバム-フォード       | 47     | スピンオフ            | 21       |          |
| Ret     | 25  | カルロス・パーチェ             | マーチ-フォード         | 39     | ディファレンシャル    | 13       |          |
| Ret     | 14  | ジャッキー・オリバー           | BRM                     | 36     | サスペンション        | 14       |          |
| Ret     | 21  | マイク・ヘイルウッド           | サーティース-フォード   | 31     | ギアボックス          | 7        |          |
| Ret     | 29  | デイヴ・チャールトン           | ロータス-フォード       | 21     | ギアボックス          | 24       |          |
| Ret     | 30  | ナンニ・ギャリ                 | テクノ                  | 9      | スピンオフ            | 18       |          |
| Ret     | 24  | アンリ・ペスカロロ             | ポリトイ-フォード       | 7      | アクシデント          | 26       |          |
| Ret     | 12  | ピーター・ゲシン               | BRM                     | 5      | エンジン              | 16       |          |
| Ret     | 23  | アンドレア・デ・アダミッチ     | サーティース-フォード   | 3      | アクシデント          | 20       |          |
| DNS     | 34  | フランソワ・ミゴール           | コンニュー-フォード     |        | サスペンション        |          |          |
| ソース: |     |                                |                         |        |                       |          |          |

優勝者エマーソン・フィッティパルディの平均速度
180.351 km/h (112.065 mph)

ファステストラップ
- ジャッキー・スチュワート - 1:24.0 (58周目)

ラップリーダー
太字は最多ラップリーダー
- ジャッキー・イクス - 48周 (1-48)
- エマーソン・フィッティパルディ - 28周 (49-76)

達成された主な記録
- ドライバー
  - 10回目の表彰台: エマーソン・フィッティパルディ
  - 初出走/初入賞: アルトゥーロ・メルツァリオ
  - 初参戦: フランソワ・ミゴール - 決勝に出走せず

- コンストラクター
  - 初出走/最終出走: ポリトイ - 翌年はイソ-マールボロに名称を変更
  - 初参戦: コンニュー - 決勝に出走せず

## 第7戦終了時点のランキング
|         | 順位 | ドライバー                     | ポイント |
| ------- | ---- | ------------------------------ | -------- |
|         | 1    | エマーソン・フィッティパルディ | 43       |
|         | 2    | ジャッキー・スチュワート       | 27       |
|         | 3    | デニス・ハルム                 | 21       |
|         | 4    | ジャッキー・イクス             | 16       |
| 3       | 5    | ピーター・レブソン             | 10       |
| ソース: |      |                                |          |

|         | 順位 | コンストラクター      | ポイント |
| ------- | ---- | --------------------- | -------- |
|         | 1    | ロータス-フォード     | 43       |
|         | 2    | ティレル-フォード     | 33       |
|         | 3    | マクラーレン-フォード | 27       |
|         | 4    | フェラーリ            | 20       |
|         | 5    | BRM                   | 9        |
| ソース: |      |                       |          |

- 注: トップ5のみ表示。前半6戦のうちベスト5戦及び後半6戦のうちベスト5戦がカウントされる。